# 科尔尼咨询公司
科尔尼咨询公司（英語：A.T.Kearney）是一家美国管理咨询公司。

## 历史
1926年詹姆斯·麦肯锡（James McKinsey）在芝加哥创立麦肯锡公司不久，安德鲁·托马斯·科尔尼受邀担任麦肯锡公司首位合伙人。  1937年詹姆斯·麦肯锡去世，之后安德鲁·托马斯·科尔尼便成为美国伊利诺伊州芝加哥分所的实际管理人。1939年听从一位纽约合伙人建议后便从麦肯锡公司分拆出来成立一家新公司“麦肯锡AT科尔尼公司”，1947年改为AT科尔尼公司。 根据福布斯，科尔尼已经成为世界最大咨询公司之一。2020年为了在新的时期对品牌进行更新，该公司上周将英文名字中的“A.T”去掉，更名为更简短的“科尔尼（Kearney）”，该更名并不涉及科尔尼在大中华区的名称。“科尔尼”为“Kearney”的音译，在华本身就没有“A.T”这一部分。
1964年在德国杜塞尔多夫成立其首家国际办公场所，1972年进入日本东京，1985年，科尔尼公司开始在中国展开咨询业务。1995年曾被电子数据系统收购，2005年科尔尼又重新恢复独立公司身份。